# Живі президенти США

Печатка Президента США

У цій статті показано живих президентів США від інавгурації першого президента Джорджа Вашингтона в 1789 році до сьогодні. Наступна таблиця містить усіх 45 осіб, які склали президентську присягу (Особи, які служили виконувачем обов'язки президента Сполучених Штатів або президентами Континентального Конгресу до списку не входять). На цю мить, окрім чинного президента, Дональда Трампа, є четверо живих колишніх президентів: Білл Клінтон, Джордж Вокер Буш, Барак Обама та Джо Байден.

## Поточні живі президенти
Станом на березень 2025 живі п'ятеро президентів США (від найстаріших до наймолодших):

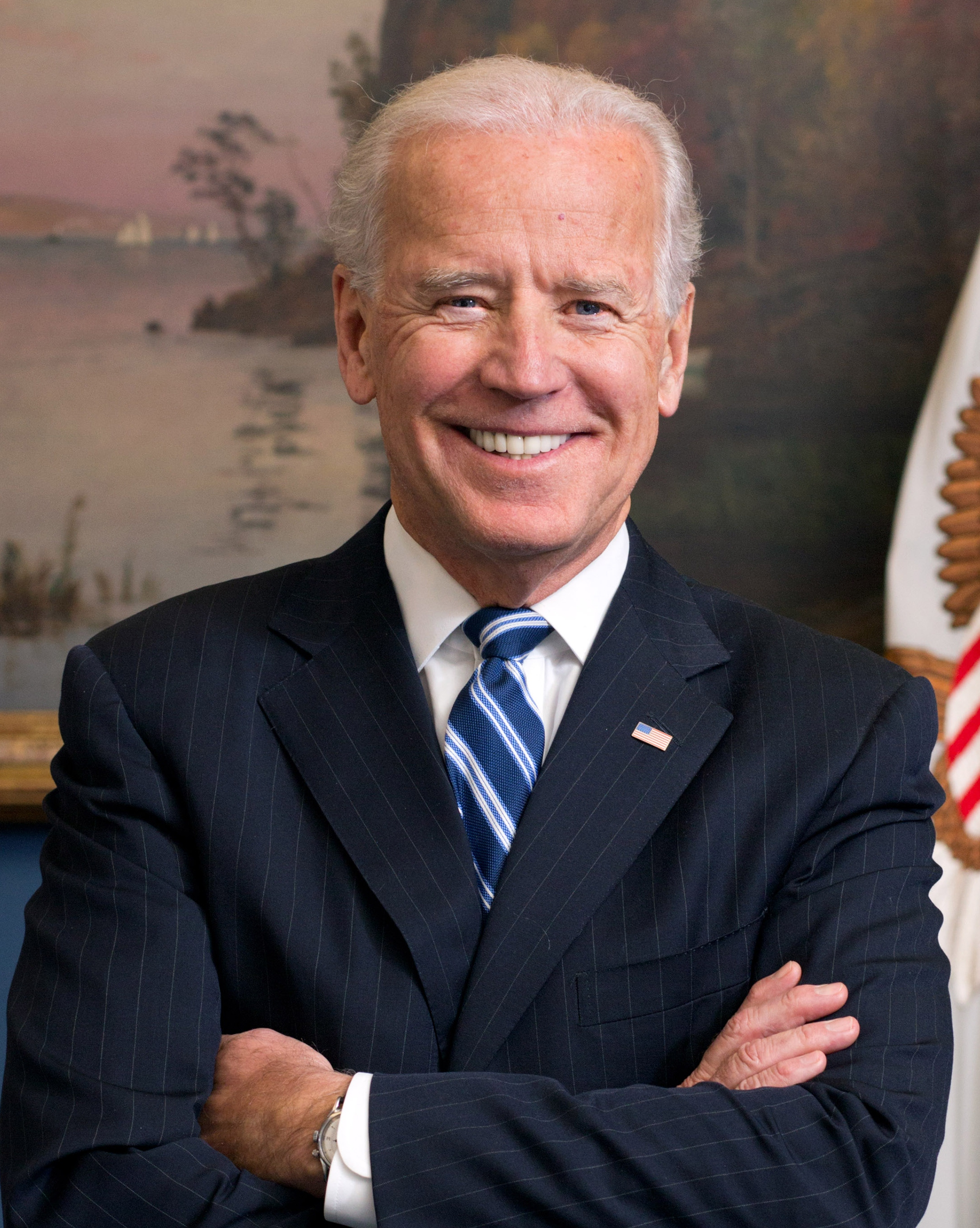
Джо Байден (2021–2025) Народився 20 листопада 1942 (Вік: 82 роки, 117 днів)
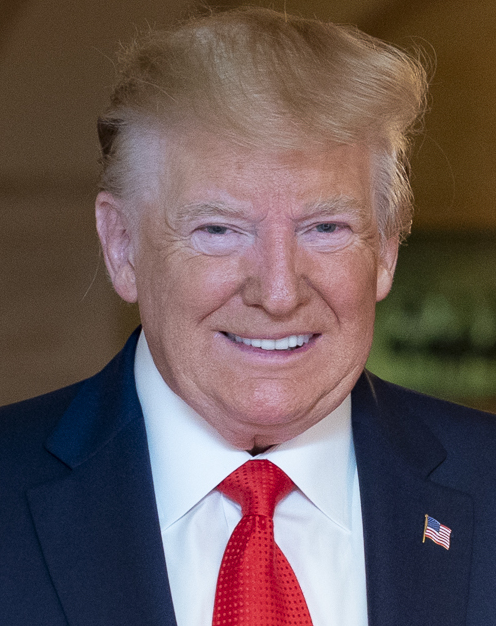
Дональд Трамп (2017–2021, з 2025) Народився 14 червня 1946 (Вік: 78 років, 276 днів)
Джордж Вокер Буш (2001–2009) Народився 6 липня 1946 (Вік: 78 років, 254 дні)
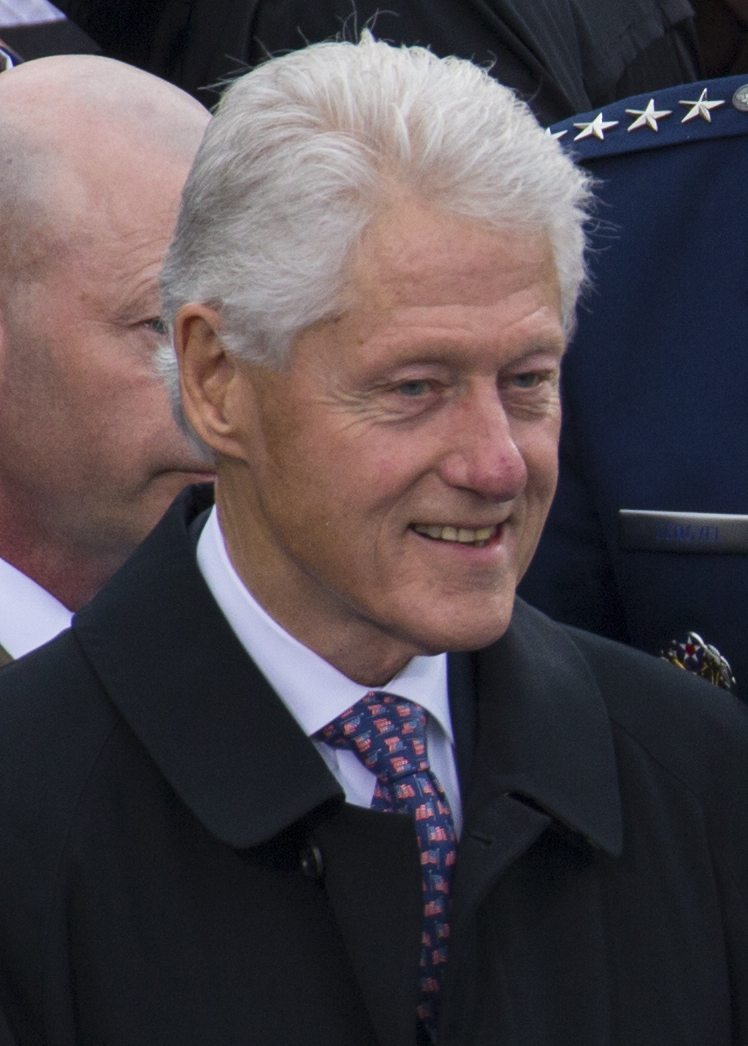
Білл Клінтон (1993–2001) Народився 19 серпня 1946 (Вік: 78 років, 210 днів)
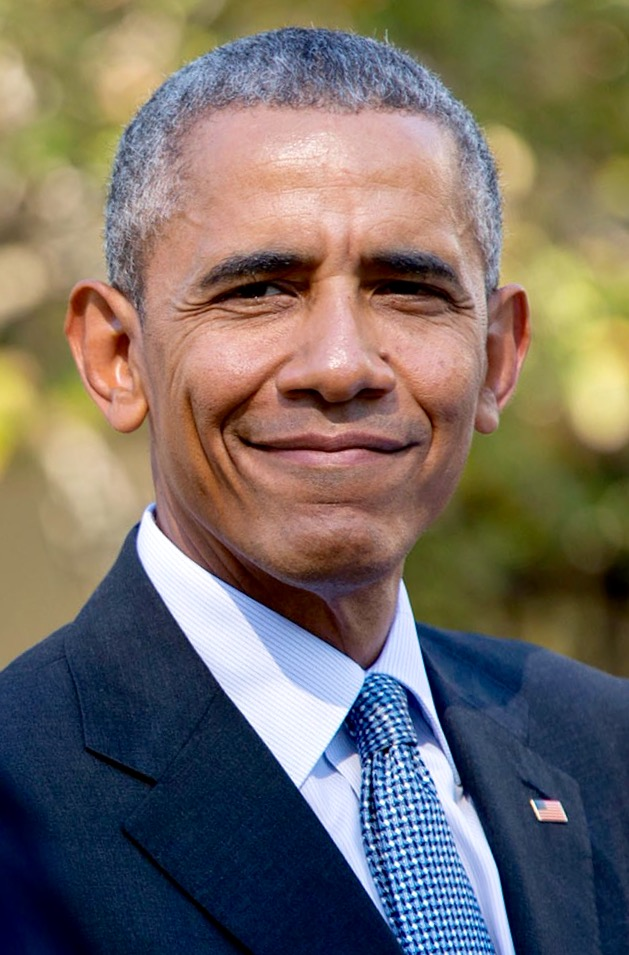
Барак Обама (2009–2017) Народився 4 серпня 1961 (Вік: 63 роки, 225 днів)

## Хронологія
| Кількість живих президентів кожного моменту історії Сполучених Штатів                                                                                        | Кількість живих президентів кожного моменту історії Сполучених Штатів | Кількість живих президентів кожного моменту історії Сполучених Штатів | Кількість живих президентів кожного моменту історії Сполучених Штатів |
| Початок і кінець подій | Кількість живих/імена                                                 | Кількість живих/імена                                                 | Проміжок часу                                                         |
| --- | --------------------------------------------------------------------- | --------------------------------------------------------------------- | --------------------------------------------------------------------- |
| Від: 30 квітня 1789 Перша інавгурація Джорджа Вашингтона До: 4 березня 1797 Інавгурація Джона Адамса.                                                        | 1                                                                     | Вашингтон                                                             | 7 років, 308 днів                                                     |
| Від: 4 березня 1797 Інавгурація Джона Адамса до: 14 грудня 1799 Смерть Джорджа Вашингтона.                                                                   | 2                                                                     | Дж. Адамс Вашингтон                                                   | 2 роки, 285 днів                                                      |
| Від: 14 грудня 1799 Смерть Джорджа Вашингтона До: 4 березня 1801 Перша інавгурація Томаса Джефферсона                                                        | 1                                                                     | Дж. Адамс                                                             | 1 рік, 80 днів                                                        |
| Від: 4 березня 1801 Перша інавгурація Томаса Джефферсона До: 4 березня 1809 Перша інавгурація Джеймса Медісона                                               | 2                                                                     | Джеферсон Дж. Адамс                                                   | 8 років, 0 днів                                                       |
| Від: 4 березня 1809 Перша інавгурація Джеймса Медісона До: 4 березня 1817 Перша інавгурація Джеймса Монро                                                    | 3                                                                     | Медісон Джеферсон Дж. Адамс                                           | 8 років, 0 днів                                                       |
| Від: 4 березня 1817 Перша інавгурація Джеймса Монро До: 4 березня 1825 Інавгурація Джона Квінсі Адамса                                                       | 4                                                                     | Монро Медісон Джеферсон Дж. Адамс                                     | 8 років, 0 днів                                                       |
| Від: 4 березня 1825 Інавгурація Джона Квінсі Адамса До: 4 липня 1826 Смерть Томаса Джефферсона                                                               | 5                                                                     | Дж. К. Адамс Монро Медісон Джеферсон Дж. Адамс                        | 1 рік, 122 дні                                                        |
| Від: 4 липня 1826 Смерть Томаса Джефферсона До: 4 липня 1826 Смерть Джона Адамса                                                                             | 4                                                                     | Дж. К. Адамс Монро Медісон Дж. Адамс                                  | 5½ години                                                             |
| Від: 4 липня 1826 Смерть Джона Адамса До: 4 березня 1829 Перша інавгурація Ендрю Джексона                                                                    | 3                                                                     | Дж. К. Адамс Монро Медісон                                            | 2 роки, 243 дні                                                       |
| Від: 4 березня 1829 Перша інавгурація Ендрю Джексона До: 4 липня 1831 Смерть Джеймса Монро                                                                   | 4                                                                     | Джексон Дж. К. Адамс Монро Медісон                                    | 2 роки, 122 дні                                                       |
| Від: 4 липня 1831 Смерть Джеймса Монро До: 28 червня 1836 Смерть Джеймса Медісона                                                                            | 3                                                                     | Джексон Дж. К. Адамс Медісон                                          | 4 роки, 360 днів                                                      |
| Від: 28 червня 1836 Смерть Джеймса Медісона До: 4 березня 1837 Інавгурація Мартіна ван Бюрена                                                                | 2                                                                     | Джексон Дж. К. Адамс                                                  | 249 днів                                                              |
| Від: 4 березня 1837 Інавгурація Мартіна ван Бюрена До: 4 березня 1841 Інавгурація Вільяма Генрі Гаррісона                                                    | 3                                                                     | ван Бюрен Джексон Дж. К. Адамс                                        | 4 роки, 0 днів                                                        |
| Від: 4 березня 1841 Інавгурація Вільяма Генрі Гаррісона До: 4 квітня 1841 Смерть Вільяма Генрі Гаррісона та наступна інавгурація Джона Тайлера               | 4                                                                     | В. Г. Гаррісон ван Бюрен Джексон Дж. К. Адамс                         | 31 день                                                               |
| Від: 4 квітня 1841 Смерть Вільяма Генрі Гаррісона та наступна інавгурація Джона Тайлера До: 4 березня 1845 Інавгурація Джеймса Н. Полка                      | 4                                                                     | Тайлер ван Бюрен Джексон Дж. К. Адамс                                 | 3 роки, 334 дні                                                       |
| Від: 4 березня 1845 Інавгурація Джеймса Н. Полка До: 8 червня 1845 Смерть Ендрю Джексона                                                                     | 5                                                                     | Полк Тайлер ван Бюрен Джексон Дж. К. Адамс                            | 96 днів                                                               |
| Від: 8 червня 1845 Смерть Ендрю Джексона До: 23 лютого 1848 Смерть Джона Квінсі Адамса                                                                       | 4                                                                     | Полк Тайлер ван Бюрен Дж. К. Адамс                                    | 2 роки, 260 днів                                                      |
| Від: 23 лютого 1848 Смерть Джона Квінсі Адамса До: 4 березня 1849 Інавгурація Закарі Тейлора                                                                 | 3                                                                     | Полк Тайлер ван Бюрен                                                 | 1 рік, 9 днів                                                         |
| Від: 4 березня 1849 Інавгурація Захарія Тейлора До: 15 червня 1849 Смерть Джеймса Н. Полка                                                                   | 4                                                                     | Тейлор Полк Тайлер ван Бюрен                                          | 103 дні                                                               |
| Від: 15 червня 1849 Смерть Джеймса Н. Полка До: 9 липня 1850 Смерть Закарі Тейлора та наступна інавгурація Мілларда Філмора                                  | 3                                                                     | Тейлор Тайлер ван Бюрен                                               | 1 рік, 24 дні                                                         |
| Від: 9 липня 1850 Смерть Закарі Тейлора та наступна інавгурація Мілларда Філлмора До: 4 березня 1853 Інавгурація Франкліна Пірса                             | 3                                                                     | Філлмор Тайлер ван Бюрен                                              | 2 роки, 238 днів                                                      |
| Від: 4 березня 1853 Інавгурація Франкліна Пірса До: 4 березня 1857 Інавгурація Джеймса Б'юкенана                                                             | 4                                                                     | Пірс Філлмор Тайлер ван Бюрен                                         | 4 роки, 0 днів                                                        |
| Від: 4 березня 1857 Інавгурація Джеймса Б'юкенана До: 4 березня 1861 Перша інавгурація Авраама Лінкольна                                                     | 5                                                                     | Б'юкенен Пірс Філлмор Тайлер ван Бюрен                                | 4 роки, 0 днів                                                        |
| Від: 4 березня 1861 Перша інавгурація Авраама Лінкольна До: 18 січня 1862 Смерть Джона Тайлера                                                               | 6                                                                     | Лінкольн Б'юкенен Пірс Філлмор Тайлер ван Бюрен                       | 320 днів                                                              |
| Від: 18 січня 1862 Смерть Джона Тайлера До: 24 липня 1862 Смерть Мартіна ван Бюрена                                                                          | 5                                                                     | Лінкольн Б'юкенен Пірс Філлмор ван Бюрен                              | 187 днів                                                              |
| Від: 24 липня 1862 Смерть Мартіна ван Бюрена До: 15 квітня 1865 Вбивство Авраама Лінкольна та наступна інавгурація Ендрю Джонсона                            | 4                                                                     | Лінкольн Б'юкенен Пірс Філлмор                                        | 2 роки, 265 днів                                                      |
| Від: 15 квітня 1865 Вбивство Авраама Лінкольна та наступна інавгурація Ендрю Джонсона До: 1 червня 1868 Смерть Джеймса Б'юкенана                             | 4                                                                     | Е. Джонсон Б'юкенен Пірс Філлмор                                      | 3 роки, 47 днів                                                       |
| Від: 1 червня 1868 Смерть Джеймса Б'юкенана До: 4 березня 1869 Перша інавгурація Улісса С. Гранта                                                            | 3                                                                     | Е. Джонсон Пірс Філлмор                                               | 276 днів                                                              |
| Від: 4 березня 1869 Перша інавгурація Улісса С. Гранта До: 8 жовтня 1869 Смерть Франкліна Пірса                                                              | 4                                                                     | Грант Е. Джонсон Пірс Філлмор                                         | 218 днів                                                              |
| Від: 8 жовтня 1869 Смерть Франкліна Пірса До: 8 березня 1874 Смерть Міллард Філлмора                                                                         | 3                                                                     | Грант Е. Джонсон Філлмор                                              | 4 роки, 151 день                                                      |
| Від: 8 березня 1874 Смерть Мілларда Філлмора До: 31 липня 1875 Смерть Ендрю Джонсона                                                                         | 2                                                                     | Грант Е. Джонсон                                                      | 1 рік, 145 днів                                                       |
| Від: 31 липня 1875 Смерть Ендрю Джонсона До: 4 березня 1877 Інавгурація Резерфорда Б. Гейза                                                                  | 1                                                                     | Грант                                                                 | 1 рік, 216 днів                                                       |
| Від: 4 березня 1877 Інавгурація Резерфорда Б. Гейза До: 4 березня 1881 Інавгурація Джеймса А. Гарфілда                                                       | 2                                                                     | Гейз Грант                                                            | 4 роки, 0 днів                                                        |
| Від: 4 березня 1881 Інавгурація Джеймса А. Гарфілда До: 19 вересня 1881 Вбивство Джеймса А. Гарфілда та наступна інавгурація Честера А. Артура               | 3                                                                     | Гарфілд Гейз Грант                                                    | 199 днів                                                              |
| Від: 19 вересня 1881 Вбивство Джеймса А. Гарфілда та наступна інавгурація Честера А. Артура До: 4 березня 1885 Перша інавгурація Гровера Клівленда           | 3                                                                     | Артур Гейз Грант                                                      | 3 роки, 166 днів                                                      |
| Від: 4 березня 1885 Перша інавгурація Гровера Клівленда До: 23 липня 1885 Смерть Улісса С. Гранта                                                            | 4                                                                     | Клівленд Артур Гейз Грант                                             | 141 день                                                              |
| Від: 23 липня 1885 Смерть Улісса С. Гранта До: 18 листопада 1886 Смерть Честера А. Артура                                                                    | 3                                                                     | Клівленд Артур Гейз                                                   | 1 рік, 118 днів                                                       |
| Від: 18 листопада 1886 Смерть Честера А. Артура До: 4 березня 1889 Інавгурація Бенджаміна Гаррісона                                                          | 2                                                                     | Клівленд Гейз                                                         | 2 роки, 106 днів                                                      |
| Від: 4 березня 1889 Інавгурація Бенджаміна Гаррісона До: 17 січня 1893 Смерть Резерфорда Б. Гейза                                                            | 3                                                                     | Б. Гаррісон Клівленд Гейз                                             | 3 роки, 319 днів                                                      |
| Від: 17 січня 1893 Смерть Резерфорда Б. Гейза До: 4 березня 1897 Перша інавгурація Вільяма МакКінлі                                                          | 2                                                                     | Б. Гаррісон Клівленд                                                  | 4 роки, 46 днів                                                       |
| Від: 4 березня 1897 Перша інавгурація Вільяма Мак-Кінлі До: 13 березня 1901 Смерть Бенджаміна Гаррісона                                                      | 3                                                                     | Мак-Кінлі Б. Гаррісон Клівленд                                        | 4 роки, 9 днів                                                        |
| Від: 13 березня 1901 Смерть Бенджаміна Гаррісона До: 14 вересня 1901 Вбивство Вільяма Мак-Кінлі та наступна перша інавгурація Теодора Рузвельта              | 2                                                                     | Мак-Кінлі Клівленд                                                    | 185 днів                                                              |
| Від: 14 вересня 1901 Вбивство Вільяма Мак-Кінлі та наступна перша інавгурація Теодора Рузвельта До: 24 червня 1908 Смерть Гровера Клівленда                  | 2                                                                     | Т. Рузвельт Клівленд                                                  | 6 років, 284 дні                                                      |
| Від: 24 червня 1908 Смерть Гровера Клівленда До: 4 березня 1909 Інавгурація Вільяма Говарда Тафта                                                            | 1                                                                     | Т. Рузвельт                                                           | 253 дні                                                               |
| Від: 4 березня 1909 Інавгурація Вільяма Говарда Тафта До: 4 березня 1913 Перша інавгурація Вудро Вілсона                                                     | 2                                                                     | Тафт Т. Рузвельт                                                      | 4 роки, 0 днів                                                        |
| Від: 4 березня 1913 Перша інавгурація Вудро Вілсона До: 6 січня 1919 Смерть Теодора Рузвельта                                                                | 3                                                                     | Вільсон Тафт Т. Рузвельт                                              | 5 років, 308 днів                                                     |
| Від: 6 січня 1919 Смерть Теодора Рузвельта До: 4 березня 1921 Інавгурація Воррена Г. Гардінга                                                                | 2                                                                     | Вільсон Тафт                                                          | 2 роки, 151 день                                                      |
| Від: 4 березня 1921 Інавгурація Воррена Г. Гардінга До: 2 серпня 1923 Смерть Воррена Г. Гардінга та наступна перша інавгурація Калвіна Куліджа               | 3                                                                     | Гардінг Вільсон Тафт                                                  | 2 роки, 57 днів                                                       |
| Від: 2 серпня 1923 Смерть Воррена Г. Гардінга та наступна перша інавгурація Калвіна Куліджа До: 3 лютого 1924 Смерть Вудро Вілсона                           | 3                                                                     | Кулідж Вільсон Тафт                                                   | 185 днів                                                              |
| Від: 3 лютого 1924 Смерть Вудро Вілсона До: 4 березня 1929 Інавгурація Герберта Гувера                                                                       | 2                                                                     | Кулідж Тафт                                                           | 5 років, 29 днів                                                      |
| Від: 4 березня 1929 Інавгурація Герберта Гувера До: 8 березня 1930 Смерть Вільяма Говарда Тафта                                                              | 3                                                                     | Гувер Кулідж Тафт                                                     | 1 рік, 4 дні                                                          |
| Від: 8 березня 1930 Смерть Вільяма Говарда Тафта До: 5 січня 1933 Смерть Калвіна Куліджа                                                                     | 2                                                                     | Гувер Кулідж                                                          | 2 роки, 303 дні                                                       |
| Від: 5 січня 1933 Смерть Калвіна Куліджа До: 4 березня 1933 Перша інавгурація Франкліна Д. Рузвельта                                                         | 1                                                                     | Гувер                                                                 | 58 днів                                                               |
| Від: 4 березня 1933 Перша інавгурація Франкліна Д. Рузвельта До: 12 квітня 1945 Смерть Франкліна Д. Рузвельта та наступна перша інавгурація Гаррі С. Трумена | 2                                                                     | Ф. Д. Рузвельт Гувер                                                  | 12 років, 39 днів                                                     |
| Від: 12 квітня 1945 Смерть Франкліна Д. Рузвельта та наступна перша інавгурація Гаррі С. Трумена До: 20 січня 1953 Перша інавгурація Дуайта Д. Ейзенхауера   | 2                                                                     | Трумен Гувер                                                          | 7 років, 283 дні                                                      |
| Від: 20 січня 1953 Перша інавгурація Дуайта Д. Ейзенхауера До: 20 січня 1961 Інавгурація Джона Ф. Кеннеді                                                    | 3                                                                     | Ейзенхауер Трумен Гувер                                               | 8 років, 0 днів                                                       |
| Від: 20 січня 1961 Інавгурація Джона Ф. Кеннеді До: 22 листопада 1963 Вбивство Джона Ф. Кеннеді та наступна перша інавгурація Ліндона Б. Джонсона            | 4                                                                     | Кенеді Ейзенхауер Трумен Гувер                                        | 2 роки, 306 днів                                                      |
| Від: 22 листопада 1963 Вбивство Джона Ф. Кеннеді та наступна перша інавгурація Ліндона Б. Джонсона До: 20 жовтня 1964 Смерть Герберта Гувера                 | 4                                                                     | Л. Б. Джонсон Ейзенхауер Трумен Гувер                                 | 333 дні                                                               |
| Від: 20 жовтня 1964 Смерть Герберта Гувера До: 20 січня 1969 Перша інавгурація Річарда Ніксона                                                               | 3                                                                     | Л. Б. Джонсон Ейзенхауер Трумен                                       | 4 роки, 92 дні                                                        |
| Від: 20 січня 1969 Перша інавгурація Річарда Ніксона До: 28 березня 1969 Смерть Дуайта Д. Ейзенхауера                                                        | 4                                                                     | Ніксон Л. Б. Джонсон Ейзенхауер Трумен                                | 67 днів                                                               |
| Від: 28 березня 1969 Смерть Дуайта Д. Ейзенхауера До: 26 грудня 1972 Смерть Гаррі С. Трумена                                                                 | 3                                                                     | Ніксон Л. Б. Джонсон Трумен                                           | 3 роки, 281 день                                                      |
| Від: 26 грудня 1972 Смерть Гаррі С. Трумена До: 22 січня 1973 Смерть Ліндона Б. Джонсона                                                                     | 2                                                                     | Ніксон Л. Б. Джонсон                                                  | 27 днів                                                               |
| Від: 22 січня 1973 Смерть Ліндона Б. Джонсона До: 9 серпня 1974 Інавгурація Джеральда Форда                                                                  | 1                                                                     | Ніксон                                                                | 1 рік, 199 днів                                                       |
| Від: 9 серпня 1974 Інавгурація Джеральда Форда До: 20 січня 1977 Інавгурація Джиммі Картера                                                                  | 2                                                                     | Форд Ніксон                                                           | 2 роки, 164 дні                                                       |
| Від: 20 січня 1977 Інавгурація Джиммі Картера До: 20 січня 1981 Перша інавгурація Рональда Рейгана                                                           | 3                                                                     | Картер Форд Ніксон                                                    | 4 роки, 0 днів                                                        |
| Від: 20 січня 1981 Перша інавгурація Рональда Рейгана До: 20 січня 1989 Інавгурація Джорджа Г. В. Буша                                                       | 4                                                                     | Рейган Картер Форд Ніксон                                             | 8 років, 0 днів                                                       |
| Від: 20 січня 1989 Інавгурація Джорджа Г. В. Буша До: 20 січня 1993 Перша інавгурація Білла Клінтона                                                         | 5                                                                     | Дж. Г. В. Буш Рейган Картер Форд Ніксон                               | 4 роки, 0 днів                                                        |
| Від: 20 січня 1993 Перша інавгурація Білла Клінтона До: 22 квітня 1994 Смерть Річарда Ніксона                                                                | 6                                                                     | Клінтон Дж. Г. В. Буш Рейган Картер Форд Ніксон                       | 1 рік, 92 дні                                                         |
| Від: 22 квітня 1994 Смерть Річарда Ніксона До: 20 січня 2001 Перша інавгурація Джорджа В. Буша                                                               | 5                                                                     | Клінтон Дж. Г. В. Буш Рейган Картер Форд                              | 6 років, 273 дні                                                      |
| Від: 20 січня 2001 Перша інавгурація Джорджа В. Буша до: 5 червня 2004 Смерть Рональда Рейгана                                                               | 6                                                                     | Дж. В. Буш Клінтон Дж. Г. В. Буш Рейган Картер Форд                   | 3 роки, 137 днів                                                      |
| Від: 5 червня 2004 Смерть Рональда Рейгана До: 26 грудня 2006 Смерть Джеральда Форда                                                                         | 5                                                                     | Дж. В. Буш Клінтон Дж. Г. В. Буш Картер Форд                          | 2 роки, 204 дні                                                       |
| Від: 26 грудня 2006 Смерть Джеральда Форда До: 20 січня 2009 Перша інавгурація Барака Обами                                                                  | 4                                                                     | Дж. В. Буш Клінтон Дж. Г. В. Буш Картер                               | 2 роки, 25 днів                                                       |
| Від: 20 січня 2009 Перша інавгурація Барака Обами До: 20 січня 2017 Перша інавгурація Дональда Трампа                                                        | 5                                                                     | Обама Дж. В. Буш Клінтон Дж. Г. В. Буш Картер                         | 8 років, 0 днів                                                       |
| Від: 20 січня 2017 Перша інавгурація Дональда Трампа До: 30 листопада 2018 Смерть Джорджа Г. В. Буша                                                         | 6                                                                     | Трамп Обама Дж. В. Буш Клінтон Дж. Г. В. Буш Картер                   | 1 рік, 314 дні                                                        |
| Від: 30 листопада 2018 Смерть Джорджа Г. В. Буша До: 20 січня 2021 Інавгурація Джо Байдена                                                                   | 5                                                                     | Трамп Обама Дж. В. Буш Клінтон Картер                                 | 2 роки, 51 день                                                       |
| Від: 20 січня 2021 Інавгурація Джо Байдена До: 29 грудня 2024 Смерть Джиммі Картера                                                                          | 6                                                                     | Байден Трамп Обама Дж. В. Буш Клінтон Картер                          | 3 роки, 344 дні                                                       |
| Від: 29 грудня 2024 Смерть Джиммі Картера До: (теперішній час)                                                                                               | 5                                                                     | Байден Трамп Обама Дж. В. Буш Клінтон                                 | 0 років, 78 днів                                                      |
| Початок і кінець подій | Кількість живих/імена                                                 | Кількість живих/імена                                                 | Проміжок часу                                                         |
| Джерела: |                                                                       |                                                                       |                                                                       |

## Більшість і меншість живих президентів
П'ять періодів з шістьма живими президентами, тобто чинним та п'ятьма колишніми президентами:
- Березень 1861 по січень 1862 — Мартін ван Бюрен, Джон Тайлер, Міллард Філлмор, Франклін Пірс, Джеймс Б'юкенен і Авраам Лінкольн.
- Січень 1993 по квітень 1994 — Річард Ніксон, Джеральд Форд, Джиммі Картер, Рональд Рейган, Дж. Г. В. Буш та Білл Клінтон.
- Січень 2001 по червень 2004 — Форд, Картер, Рейган, Дж. Г. В. Буш, Клінтон та Дж. В Буш.
- Січень 2017 по листопад 2018 — Картер, Дж. Г. В. Буш, Клінтон, Дж. В. Буш, Барак Обама та Дональд Трамп.
- Січень 2021 по грудень 2024 — Джо Байден, Дональд Трамп, Барак Обама, Дж. В Буш, Білл Клінтон, Джиммі Картер.

У другому та третьому випадках, живими були шестеро послідовних президентів.
Шість періодів, коли чинний президент був єдиним живим президентом, не маючи жодних живих попередників:
- Квітень 1789 по березень 1797 — Джордж Вашингтон, який, як перший президент, не мав попередників.
- Грудень 1799 по березень 1801 — Джон Адамс, після смерті свого єдиного попередника Джорджа Вашингтона.
- Липень 1875 по березень 1877 — Улісс С. Грант, після смерті останнього живого попередника, Ендрю Джонсона.
- Червень 1908 по березень 1909 — Теодор Рузвельт, після смерті останнього живого попередника, Гровера Клівленда.
- Січень 1933 по березень 1933 — Герберт Гувер, після смерті останнього живого попередника, Калвіна Куліджа.
- Січень 1973 по серпень 1974 року — Річард Ніксон, після смерті останнього живого попередника Ліндона Джонсона.

Зокрема, Річард Ніксон — єдиний, хто був і єдиним живим президентом США (січень 1973 по серпень 1974), і одним із шести живих президентів (січень 1993 по квітень 1994).